# مراجعات كيركس
مراجعات كيركس (بالإنجليزية: Kirkus Reviews)‏؛ هي مجلة نصف شهرية أمريكية، أسستها «فرجينيا كيركس» (بالإنجليزية: Virginia Kirkus)‏؛ وبدأت في النشر في العام 1933. تصدر المجلة في نيويورك، وتهتم بمراجعة الكتب قبل أن تُنشر.